# Seznam ulic v Židenicích
Seznam ulic v Židenicích uvádí přehled ulic a veřejných prostranství na území evidenční části obce Židenice v Brně, která je územně totožná s katastrálním územím Židenice a tvoří části městských částí Brno-Židenice a Brno-Vinohrady.

## Seznam
| Název                | Pojmenováno po                 | Souřadnice                       | Obrázek | Commons                | RÚIAN   | Mapy.cz         |
| -------------------- | ------------------------------ | -------------------------------- | ------- | ---------------------- | ------- | --------------- |
| Andrýskova           | Rudolf Andrýsek                | 49°11′33″ s. š., 16°39′25″ v. d. |         | Andrýskova             | 20893   | stre&id=78935   |
| Balbínova            | Bohuslav Balbín                | 49°12′10″ s. š., 16°38′41″ v. d. |         | Balbínova (Brno)       | 21059   | stre&id=78951   |
| Blatnická            | Blatnice pod Svatým Antonínkem | 49°12′32″ s. š., 16°39′37″ v. d. |         | Blatnická (Brno)       | 21393   | stre&id=78985   |
| Blodkova             | Vilém Blodek                   | 49°11′35″ s. š., 16°38′43″ v. d. |         | Blodkova (Brno)        | 21431   | stre&id=78988   |
| Boettingrova         | Hugo Boettinger                | 49°11′33″ s. š., 16°39′6″ v. d.  |         | Boettingrova           | 21679   | stre&id=79012   |
| Bořetická            | Bořetice                       | 49°12′9″ s. š., 16°39′27″ v. d.  |         |                        | 21563   | stre&id=79001   |
| Bořivojova           | Bořivoj I. Český               | 49°11′56″ s. š., 16°38′53″ v. d. |         |                        | 21571   | stre&id=79002   |
| Bubeníčkova          | Alexandr Bubeníček             | 49°12′4″ s. š., 16°38′15″ v. d.  |         | Bubeníčkova (Brno)     | 21881   | stre&id=79033   |
| Buzkova              | Bonifác Buzek                  | 49°11′34″ s. š., 16°38′29″ v. d. |         | Buzkova (Brno)         | 21989   | stre&id=79043   |
| Bzenecká             | Bzenec                         | 49°12′25″ s. š., 16°39′37″ v. d. |         | Bzenecká (Brno)        | 22021   | stre&id=79047   |
| Bělohorská           | Bílá hora                      | 49°11′31″ s. š., 16°39′23″ v. d. |         | Bělohorská (Brno)      | 21300   | stre&id=78976   |
| Chudobova            | František Chudoba              | 49°11′43″ s. š., 16°38′28″ v. d. |         | Chudobova              | 22284   | stre&id=79073   |
| Došlíkova            | Bohuslav Došlík                | 49°11′43″ s. š., 16°39′17″ v. d. |         | Došlíkova              | 22845   | stre&id=79129   |
| Dulánek              |                                | 49°11′44″ s. š., 16°38′35″ v. d. |         | Dulánek                | 22977   | stre&id=79142   |
| Dykova               | Viktor Dyk                     | 49°11′36″ s. š., 16°38′57″ v. d. |         | Dykova (Brno)          | 23060   | stre&id=79151   |
| Eimova               | Gustav Eim                     | 49°11′32″ s. š., 16°38′12″ v. d. |         |                        | 23086   | stre&id=79153   |
| Filipínského         | Jan Filipinský                 | 49°11′57″ s. š., 16°38′18″ v. d. |         | Filipínského           | 23264   | stre&id=79170   |
| Františky Skaunicové | Františka Skaunicová           | 49°12′19″ s. š., 16°38′36″ v. d. |         | Františky Skaunicové   | 23388   | stre&id=79182   |
| Gajdošova            | Jan Gajdoš                     | 49°11′50″ s. š., 16°38′46″ v. d. |         | Gajdošova (Brno)       | 23469   | stre&id=79190   |
| Gebauerova           | Jan Gebauer                    | 49°12′ s. š., 16°38′17″ v. d.    |         | Gebauerova (Brno)      | 23507   | stre&id=79194   |
| Geislerova           | František Geisler              | 49°11′37″ s. š., 16°38′6″ v. d.  |         | Geislerova (Brno)      | 23515   | stre&id=79195   |
| Hapalův park         |                                | 49°12′35″ s. š., 16°40′5″ v. d.  |         |                        | 2302471 | stre&id=5196169 |
| Hrabalova            | Bohumil Hrabal                 | 49°12′5″ s. š., 16°38′42″ v. d.  |         | Hrabalova (Brno)       | 731692  | stre&id=145872  |
| Hradilova            | Karel Hradil                   | 49°12′19″ s. š., 16°38′16″ v. d. |         | Hradilova (Brno)       | 36137   | stre&id=80453   |
| Hromádkova           | Bohumil Hromádka               | 49°11′43″ s. š., 16°39′9″ v. d.  |         | Hromádkova (Brno)      | 24333   | stre&id=79277   |
| Hrozňatova           |                                | 49°11′58″ s. š., 16°38′50″ v. d. |         | Hrozňatova (Brno)      | 24350   | stre&id=79279   |
| Jamborova            | Jan Jambor                     | 49°11′48″ s. š., 16°38′54″ v. d. |         | Jamborova (Brno)       | 24601   | stre&id=79304   |
| Jedovnická           | Jedovnice                      | 49°12′43″ s. š., 16°40′27″ v. d. |         | Jedovnická             | 36153   | stre&id=80455   |
| Jeronýmova           | Jeroným Pražský                | 49°11′29″ s. š., 16°38′10″ v. d. |         | Jeronýmova (Brno)      | 24864   | stre&id=79330   |
| Juliánovské náměstí  | Juliánov                       | 49°11′30″ s. š., 16°39′16″ v. d. |         | Juliánovské náměstí    | 25496   | stre&id=79393   |
| Jílkova              | Vojtěch Jílek                  | 49°11′47″ s. š., 16°38′31″ v. d. |         | Jílkova (Brno)         | 25011   | stre&id=79345   |
| Kaleckého            | Josef Kalecký                  | 49°11′56″ s. š., 16°38′37″ v. d. |         | Kaleckého              | 25224   | stre&id=79366   |
| Kamenačky            |                                | 49°11′35″ s. š., 16°39′4″ v. d.  |         | Kamenačky              | 25291   | stre&id=79373   |
| Karáskovo náměstí    |                                | 49°11′49″ s. š., 16°38′22″ v. d. |         | Karáskovo náměstí      | 25755   | stre&id=79419   |
| Klíny                |                                | 49°11′45″ s. š., 16°38′18″ v. d. |         | Klíny (Brno)           | 25658   | stre&id=79409   |
| Komprdova            | František Komprda              | 49°12′20″ s. š., 16°38′40″ v. d. |         | Komprdova              | 25917   | stre&id=79435   |
| Konečného            | Jaroslav Konečný               | 49°11′50″ s. š., 16°38′30″ v. d. |         | Konečného (Brno)       | 25925   | stre&id=79436   |
| Koperníkova          | Mikuláš Koperník               | 49°12′9″ s. š., 16°38′18″ v. d.  |         | Koperníkova (Brno)     | 36234   | stre&id=80462   |
| Kosmákova            | Václav Kosmák                  | 49°12′19″ s. š., 16°38′21″ v. d. |         | Kosmákova (Brno)       | 26051   | stre&id=79449   |
| Krokova              | Krok                           | 49°11′53″ s. š., 16°37′58″ v. d. |         |                        | 26425   | stre&id=79487   |
| Krásného             | Miloš Krásný                   | 49°11′28″ s. š., 16°39′16″ v. d. |         | Krásného (Brno)        | 26352   | stre&id=79480   |
| Kuklenská            |                                | 49°11′40″ s. š., 16°38′ v. d.    |         |                        | 26689   | stre&id=79513   |
| Kulkova              | Josef Antonín Kulka            | 49°12′49″ s. š., 16°39′4″ v. d.  |         |                        | 26701   | stre&id=79515   |
| Křtinská             | Křtiny                         | 49°11′57″ s. š., 16°39′47″ v. d. |         | Křtinská (Brno)        | 26573   | stre&id=79502   |
| Lazaretní            | lazaretto                      | 49°12′11″ s. š., 16°37′55″ v. d. |         | Lazaretní (Brno)       | 26883   | stre&id=79533   |
| Letní                | léto                           | 49°11′32″ s. š., 16°38′8″ v. d.  |         |                        | 26999   | stre&id=79544   |
| Líšeňská             | Líšeň                          | 49°11′47″ s. š., 16°39′18″ v. d. |         | Líšeňská (Brno)        | 27111   | stre&id=79556   |
| Marie Kudeříkové     | Marie Kudeříková               | 49°11′20″ s. š., 16°39′34″ v. d. |         |                        | 27464   | stre&id=79591   |
| Markéty Kuncové      | Markéta Kuncová                | 49°12′36″ s. š., 16°38′20″ v. d. |         | Markéty Kuncové        | 27511   | stre&id=79596   |
| Mazourova            | Karel Mazour                   | 49°11′27″ s. š., 16°39′28″ v. d. |         | Mazourova              | 27685   | stre&id=79613   |
| Meluzínova           | Václav Meluzin                 | 49°12′17″ s. š., 16°38′36″ v. d. |         | Meluzínova             | 27782   | stre&id=79623   |
| Mikulovská           | Mikulov                        | 49°12′19″ s. š., 16°39′49″ v. d. |         | Mikulovská (Brno)      | 27952   | stre&id=79640   |
| Mikšíčkova           | Matěj Mikšíček                 | 49°11′53″ s. š., 16°38′39″ v. d. |         | Mikšíčkova (Brno)      | 27936   | stre&id=79638   |
| Mošnova              | Jindřich Mošna                 | 49°11′49″ s. š., 16°38′28″ v. d. |         | Mošnova (Brno)         | 28169   | stre&id=79660   |
| Mrkosova             | Josef Mrkos                    | 49°11′45″ s. š., 16°38′24″ v. d. |         | Mrkosova (Brno)        | 28193   | stre&id=79663   |
| Mutěnická            | Mutěnice                       | 49°12′13″ s. š., 16°39′27″ v. d. |         | Mutěnická (Brno)       | 28258   | stre&id=79669   |
| Myslbekova           | Josef Václav Myslbek           | 49°12′ s. š., 16°38′12″ v. d.    |         |                        | 28274   | stre&id=79671   |
| Na lukách            | louka                          | 49°11′43″ s. š., 16°38′6″ v. d.  |         |                        | 28355   | stre&id=79679   |
| Neklanova            | Neklan                         | 49°11′35″ s. š., 16°37′58″ v. d. |         |                        | 28703   | stre&id=79713   |
| Nevrklova            | František Siard Nevrkla        | 49°11′44″ s. š., 16°38′16″ v. d. |         |                        | 28789   | stre&id=79721   |
| Nezamyslova          | Nezamysl                       | 49°11′28″ s. š., 16°38′37″ v. d. |         | Nezamyslova (Brno)     | 28797   | stre&id=79722   |
| Nopova               | Eduard Nop                     | 49°11′52″ s. š., 16°38′59″ v. d. |         | Nopova                 | 28835   | stre&id=79726   |
| Olomoucká            | Olomouc                        | 49°11′3″ s. š., 16°39′47″ v. d.  |         | Olomoucká (Brno)       | 29033   | stre&id=79746   |
| Ondříčkovo náměstí   | František Ondříček             | 49°11′30″ s. š., 16°38′49″ v. d. |         |                        | 30333   | stre&id=79875   |
| Ostravská            | Ostrava                        | 49°11′6″ s. š., 16°40′33″ v. d.  |         | Ostravská (Brno)       | 36498   | stre&id=80488   |
| Otakara Ševčíka      | Otakar Ševčík                  | 49°11′38″ s. š., 16°38′49″ v. d. |         | Otakara Ševčíka (Brno) | 29254   | stre&id=79768   |
| Pechova              | Ladislav Pech                  | 49°11′52″ s. š., 16°38′38″ v. d. |         | Pechova                | 29432   | stre&id=79786   |
| Petrůvky             |                                | 49°11′41″ s. š., 16°38′15″ v. d. |         |                        | 29521   | stre&id=79795   |
| Pod sídlištěm        |                                | 49°11′22″ s. š., 16°39′10″ v. d. |         |                        | 36650   | stre&id=80504   |
| Podlomní             | lom                            | 49°11′37″ s. š., 16°39′18″ v. d. |         | Podlomní               | 29858   | stre&id=79827   |
| Podpísečná           | písník                         | 49°11′54″ s. š., 16°38′48″ v. d. |         |                        | 29891   | stre&id=79831   |
| Podsednická          |                                | 49°12′32″ s. š., 16°38′38″ v. d. |         |                        | 29912   | stre&id=79833   |
| Porhajmova           | Stanislav Porhajm              | 49°11′31″ s. š., 16°38′5″ v. d.  |         | Porhajmova             | 30074   | stre&id=79849   |
| Potácelova           | Josef Potácel                  | 49°11′31″ s. š., 16°38′59″ v. d. |         | Potácelova             | 30121   | stre&id=79854   |
| Prušánecká           | Prušánky                       | 49°12′29″ s. š., 16°39′34″ v. d. |         |                        | 30341   | stre&id=79876   |
| Pálavské náměstí     | Pavlovské vrchy                | 49°12′22″ s. š., 16°39′42″ v. d. |         | Pálavské náměstí       | 30678   | stre&id=79909   |
| Rokycanova           | Jan Rokycana                   | 49°11′55″ s. š., 16°38′30″ v. d. |         | Rokycanova (Brno)      | 30864   | stre&id=79928   |
| Rokytova             | Adolf Černý                    | 49°12′30″ s. š., 16°38′54″ v. d. |         | Rokytova               | 30872   | stre&id=79929   |
| Révová               | réva vinná                     | 49°12′14″ s. š., 16°39′15″ v. d. |         | Révová (Brno)          | 759571  | stre&id=148410  |
| Sejkorova            | Jan Sejkora                    | 49°11′34″ s. š., 16°39′22″ v. d. |         | Sejkorova              | 31429   | stre&id=79983   |
| Skopalíkova          | František Skopalík             | 49°12′25″ s. š., 16°38′22″ v. d. |         | Skopalíkova (Brno)     | 31526   | stre&id=79993   |
| Skorkovského         | František Skorkovský           | 49°11′35″ s. š., 16°38′34″ v. d. |         | Skorkovského           | 31534   | stre&id=79994   |
| Slatinská            | Slatina                        | 49°11′38″ s. š., 16°39′21″ v. d. |         | Slatinská (Brno)       | 31674   | stre&id=80008   |
| Slevačská            | slévárna                       | 49°11′40″ s. š., 16°38′13″ v. d. |         |                        | 31739   | stre&id=80014   |
| Slívova              | Alois Slíva                    | 49°12′25″ s. š., 16°38′24″ v. d. |         | Slívova (Brno)         | 31771   | stre&id=80018   |
| Souběžná             | místo                          | 49°11′27″ s. š., 16°39′29″ v. d. |         | Souběžná (Brno)        | 36820   | stre&id=80521   |
| Stará osada          |                                | 49°12′11″ s. š., 16°38′23″ v. d. |         |                        | 32158   | stre&id=80056   |
| Stejskalova          | Stanislav Stejskal             | 49°11′34″ s. š., 16°38′26″ v. d. |         | Stejskalova (Brno)     | 32204   | stre&id=80061   |
| Strakatého           | Karel Strakatý                 | 49°11′33″ s. š., 16°38′46″ v. d. |         |                        | 32239   | stre&id=80064   |
| Svatoplukova         | Svatopluk I.                   | 49°12′14″ s. š., 16°38′30″ v. d. |         | Svatoplukova (Brno)    | 32468   | stre&id=80087   |
| Taussigova           | František Taussig-Suchý        | 49°12′20″ s. š., 16°38′25″ v. d. |         | Taussigova (Brno)      | 33090   | stre&id=80149   |
| Tenorova             | Jan Tenora                     | 49°11′49″ s. š., 16°39′11″ v. d. |         | Tenorova (Brno)        | 33120   | stre&id=80152   |
| Touškova             | František Toušek               | 49°12′18″ s. š., 16°38′26″ v. d. |         | Touškova (Brno)        | 33367   | stre&id=80176   |
| Tovačovského         | Arnošt Förchtgott              | 49°11′33″ s. š., 16°38′39″ v. d. |         | Tovačovského (Brno)    | 33375   | stre&id=80177   |
| Tvrdonická           | Tvrdonice                      | 49°12′27″ s. š., 16°39′19″ v. d. |         |                        | 37036   | stre&id=80542   |
| Táborská             | Tábor                          | 49°11′41″ s. š., 16°38′34″ v. d. |         | Táborská (Brno)        | 33111   | stre&id=80151   |
| Uzavřená             | slepá ulice                    | 49°11′47″ s. š., 16°37′56″ v. d. |         |                        | 34011   | stre&id=80241   |
| Valtická             | Valtice                        | 49°12′16″ s. š., 16°39′27″ v. d. |         | Valtická (Brno)        | 34231   | stre&id=80263   |
| Vančurova            | Vladislav Vančura              | 49°11′46″ s. š., 16°38′53″ v. d. |         | Vančurova (Brno)       | 34240   | stre&id=80264   |
| Vaškova              | Antonín Vašek                  | 49°11′57″ s. š., 16°38′25″ v. d. |         | Vaškova (Brno)         | 34274   | stre&id=80267   |
| Ve vinohradech       | vinice                         | 49°12′11″ s. š., 16°38′50″ v. d. |         |                        | 34371   | stre&id=80277   |
| Veleckého            | Jan Adolf Velecký              | 49°11′53″ s. š., 16°38′18″ v. d. |         | Veleckého              | 34410   | stre&id=80281   |
| Velkopavlovická      | Velké Pavlovice                | 49°12′16″ s. š., 16°39′48″ v. d. |         |                        | 34436   | stre&id=80283   |
| Vinařického          | Karel Alois Vinařický          | 49°11′50″ s. š., 16°39′14″ v. d. |         | Vinařického (Brno)     | 34525   | stre&id=80292   |
| Viniční              | vinice                         | 49°12′ s. š., 16°38′50″ v. d.    |         | Viniční (Brno)         | 34541   | stre&id=80294   |
| Vlčnovská            | Vlčnov                         | 49°12′37″ s. š., 16°39′32″ v. d. |         | Vlčnovská (Brno)       | 34649   | stre&id=80304   |
| Vojanova             | Eduard Vojan                   | 49°11′56″ s. š., 16°38′22″ v. d. |         | Vojanova (Brno)        | 34738   | stre&id=80313   |
| Vymazalova           | František Vymazal              | 49°11′54″ s. š., 16°38′28″ v. d. |         | Vymazalova             | 34983   | stre&id=80338   |
| Václavkova           | Bedřich Václavek               | 49°11′59″ s. š., 16°38′10″ v. d. |         | Václavkova (Brno)      | 34312   | stre&id=80271   |
| Vápenka              | vápenka                        | 49°11′38″ s. š., 16°39′15″ v. d. |         |                        | 34339   | stre&id=80273   |
| Věstonická           | Dolní Věstonice                | 49°12′6″ s. š., 16°39′25″ v. d.  |         | Věstonická (Brno)      | 37168   | stre&id=80555   |
| Zengrova             | Václav Zenger                  | 49°11′50″ s. š., 16°38′17″ v. d. |         | Zengrova (Brno)        | 35645   | stre&id=80404   |
| Závodského           | Matouš Závodský                | 49°11′32″ s. š., 16°39′28″ v. d. |         | Závodského (Brno)      | 35521   | stre&id=80392   |
| Údolíček             |                                | 49°12′19″ s. š., 16°39′6″ v. d.  |         | Údolíček               | 34037   | stre&id=80243   |
| Čejkova              | Alois Čejka                    | 49°12′22″ s. š., 16°38′22″ v. d. |         | Čejkova (Brno)         | 22411   | stre&id=79086   |
| Čejkovická           | Čejkovice                      | 49°12′6″ s. š., 16°39′39″ v. d.  |         |                        | 22420   | stre&id=79087   |
| Čelakovského         | František Ladislav Čelakovský  | 49°11′38″ s. š., 16°38′17″ v. d. |         |                        | 22438   | stre&id=79088   |
| Černovická           | Černovice                      | 49°10′39″ s. š., 16°38′43″ v. d. |         | Černovická (Brno)      | 22497   | stre&id=79094   |
| Šaldova              | František Xaver Šalda          | 49°11′41″ s. š., 16°38′1″ v. d.  |         |                        | 32581   | stre&id=80099   |
| Šaumannova           | František Šauman               | 49°12′10″ s. š., 16°38′47″ v. d. |         | Šaumannova             | 33642   | stre&id=80204   |
| Šedova               | Ondřej Šeda                    | 49°11′56″ s. š., 16°39′35″ v. d. |         |                        | 32638   | stre&id=80104   |
| Škrochova            | Jan Škroch                     | 49°11′52″ s. š., 16°39′0″ v. d.  |         | Škrochova              | 32778   | stre&id=80118   |
| Škroupova            | František Škroup               | 49°11′35″ s. š., 16°39′4″ v. d.  |         | Škroupova (Brno)       | 32786   | stre&id=80119   |
| Špačkova             | Jan Špaček                     | 49°11′30″ s. š., 16°39′31″ v. d. |         | Špačkova (Brno)        | 32867   | stre&id=80127   |
| Šámalova             | Přemysl Šámal                  | 49°11′42″ s. š., 16°38′3″ v. d.  |         |                        | 32603   | stre&id=80101   |
| Žarošická            | Žarošice                       | 49°12′39″ s. š., 16°39′42″ v. d. |         | Žarošická (Brno)       | 37192   | stre&id=80558   |
| Životského           | Osvald Životský                | 49°11′29″ s. š., 16°38′2″ v. d.  |         | Životského             | 35874   | stre&id=80427   |